# Xorides cincticornis
Xorides cincticornis là một loài tò vò trong họ Ichneumonidae.